# 藤田善宏
藤田 善宏（ふじた よしひろ）は日本のダンサー。福井県出身。福井県立高志高等学校、群馬大学教育学部美術科卒業。
コンテンポラリーダンスに分類される近藤良平主催のダンスカンパニー「コンドルズ」のメンバー。コンドルズの中では近藤に続く実力派ダンサーである。また、コンドルズの公演の舞台美術や、公演で販売する関連グッズやTシャツのデザインも担当している。
メディア露出としては、NHKの異色コメディー番組『サラリーマンNEO』の人気コーナーのテレビサラリーマン体操に、体操を実演をするアシスタントとして出演。3人のアシスタントの中のセンターポジションで登場し、毎回奇抜な体操を演じている。
その他にも、コンドルズから派生したバンドプロジェクト、ストライク（旧名：THE CONDORS）にもコーラスとして参加している。2021年のTEAM NACS『マスターピース〜傑作を君に〜』ではステージングを担当。